# Brazi
Brazi è un comune della Romania di 8 293 abitanti, ubicato nel distretto di Prahova, nella regione storica della Muntenia. 
Il comune è formato dall'unione di 6 villaggi: Bătești, Brazii de Jos, Brazii de Sus, Negoiești, Popești, Stejaru.